# Фирми
Фирми́ (фр. Firmi, окс. Firmin) — коммуна во Франции, находится в регионе Окситания. Департамент — Аверон. Входит в состав кантона Обен. Округ коммуны — Вильфранш-де-Руэрг.
Код INSEE коммуны — 12100.
Коммуна расположена приблизительно в 480 км к югу от Парижа, в 125 км северо-восточнее Тулузы, в 30 км к северо-западу от Родеза.

## Население
Население коммуны на 2008 год составляло 2557 человек.
| 1962 | 1968 | 1975 | 1982 | 1990 | 1999 | 2008 |
| ---- | ---- | ---- | ---- | ---- | ---- | ---- |
| 2322 | 2667 | 2862 | 2930 | 2728 | 2556 | 2557 |

## Экономика
В 2007 году среди 1442 человек в трудоспособном возрасте (15—64 лет) 1006 были экономически активными, 436 — неактивными (показатель активности — 69,8 %, в 1999 году было 65,9 %). Из 1006 активных работали 947 человек (496 мужчин и 451 женщина), безработных было 59 (26 мужчин и 33 женщины). Среди 436 неактивных 98 человек были учениками или студентами, 194 — пенсионерами, 144 были неактивными по другим причинам.

## Фотогалерея

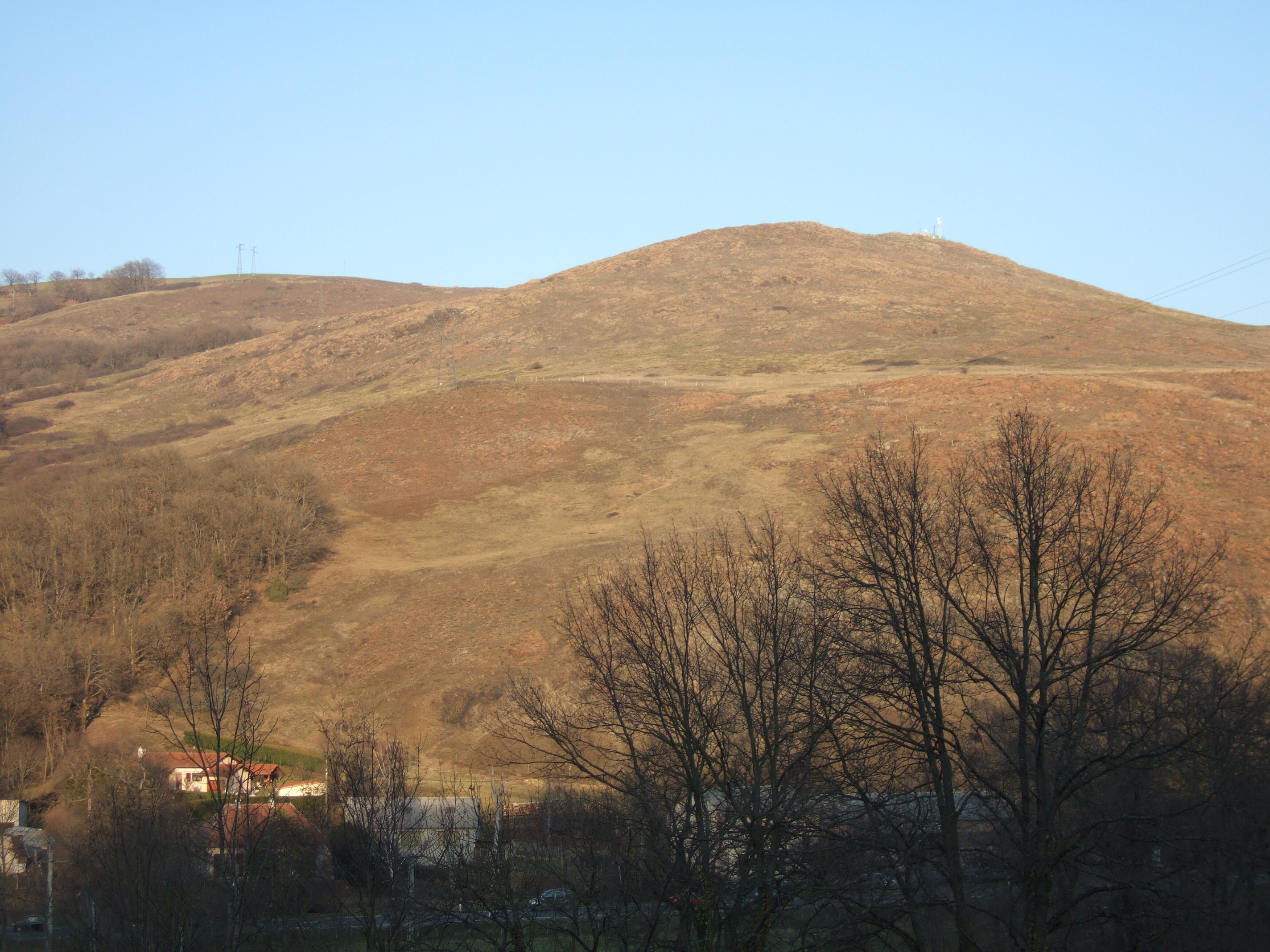
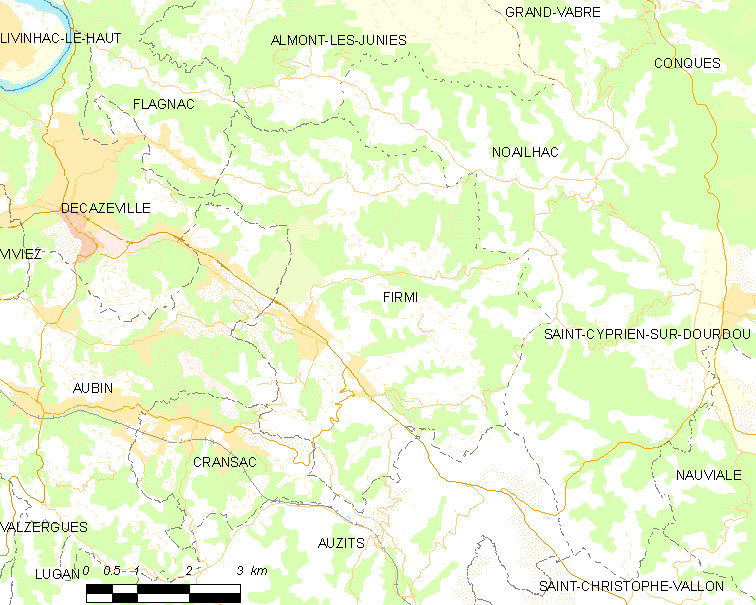
Карта коммуны